# Шейхзаманов, Шейх Ибрагим
Шейх Ибрагим Шейх Хасан оглы Шейхзаманов (азерб. Şeyx İbrahim Şeyx Həsən oğlu Şeyxzamanov; 1816, Гянджа, Елизаветопольский округ, Российская империя — 1869, Гянджа, Елизаветпольский уезд, Елизаветпольская губерния, Российская империя) — азербайджанский поэт и историк XIX века, участник общества «Дивани-Хикмет».

## Биография
Шейх Ибрагим родился в Гяндже в 1816 году. Он получил образование в Гяндже у Ахунда Моллы Хусейна, у которого также учился Мирза Фатали Ахундзаде. Шейх Ибрагим прекрасно владел арабским и персидским языками и считается одним из самых известных азербайджанских поэтов своего времени. Он работал учителем в Гяндже, а также был управляющим мавзолея Имамзаде. Позже поэт стал учителем в гимназии и преподавал азербайджанский язык. Так как шейх был очень набожным и религиозным человеком, он имел познания в богословии и выучил наизусть Коран. Пока шейх Ибрагим сдавал конкурсный экзамен в духовенство, присутствовал и губернатор Кавказа князь Воронцов. В 1845 году у Ибрагима родился сын Иса. Поэт скончался в 1869 году в Гяндже и был похоронен в мавзолее Имамзаде.

## Творчество
Шейх Ибрагим писал произведения под псевдонимами «Насех», «Гюдси», а иногда и «Шейх». Его газели были написаны на азербайджанском и персидском языках. По просьбе генерала Лазарева он написал им краткую историю Гянджи. Гюдси также составил книгу «Tarixi-müqəddəs» («Священная история»). Также имеется диван поэта, состоящий из более 150 стихотворений и газелей. Его произведения основаны на безобразных деяниях улемов и духовенства.